# 見学
見学（けんがく）とは、実地を見ることによって、見聞と理解を深めることである。教育学の分野では、ヨハン・ハインリヒ・ペスタロッチが「実物教授」を唱えて以来、この方向への道筋が開かれ、20世紀初頭の新教育運動の中で、学習のための遠足、見学が教育現場に方法として取り込まれるようになってきた。
事情により実技を伴う学習活動に参加できないため、実地で学習活動の様子を見ることも見学という。

## 概要
学校では、地域探検や社会見学などの名称で、生活科、社会科、総合的な学習の時間等の授業の一環で行われている。このような学習活動は校外での活動となるので、遠足における学習活動の1つとしたり、班行動をおこなったりするなど、各学校によりさまざまな工夫がなされている。
市町村が市民に自治体の活動を実地に見てもらうために、広報活動として、公共施設の見学を行うことも見られる。上下水道施設、消防署、動物園、植物園、婦人センターなどの社会教育施設などがその対象になっている。また、食品、飲料品関連の民間企業では、消費者に工場見学と試食、試飲の機会を提供したり、また工場に直結してレストランを運営しているところも少なくない。中にはそれをインターネット上でも展開し、バーチャル工場見学と称することもある。

## 見学をテーマにした作品
既製の作家、ノンフィクションライターを起用して、雑誌上で、さまざまな業種の工場や伝統的な職人の現場についての見学、探訪記事を連載させるというケースもある。
- 原田宗典『見学ノススメ』講談社　1994年
- 世界が驚いたニッポン! スゴ〜イデスネ!!視察団